# سالم السيابي
سالم بن حمود السيابي التغلبي  هو مؤرخ وقاض وفقيه ومن انبل مشايخ ولاية سمائل العمانية  (ولد عام 1908 في ولاية بوشر) يعد من أهم المؤرخين العمانيين في القرن العشرين، ألف أكثر من خمسين كتاب في الفقه والقضاء والتاريخ والأنساب والسير.

## نسبه
هو : سالم بن حمود بن شامس بن سليم بن خميس بن عبيد بن علي من المسيب بن شهاب بن نويرة التغلبي بن ربيعة بن نزار بن معد بن عدنان.

## سيرته
ولد سالم في قرية «غلا» بولاية بوشر (عام 1908 م / 1326 هـ) وتلقى تعليمًه الابتدائي في مدارس القرآن الكريم، وتعليماً اضافياً في حلقات المساجد، وتلقى العلوم الأدبية على يد العلامة خلفان بن جميّل السيابيّ، كما تلقى العلوم التاريخية من نور الدين السالمي، فترقى في درجات العلم.
لازم سالم الإمام الشيخ محمد بن عبد الله الخليلي، وكان من قضاته وولاته. وتولى القضاء في عدة ولايات من عمان، متل بوشر التي أقام بها طويلا، ثم انتقل إلى سمائل موطن أهله وعشيرته، وفي نخل معينا من طرف الإمام محمد الخليلي، ثم في ولاية جعلان أيضا، وكان مدرس للغة العربية إلى جانب ذلك. وعينه السلطان سعيد بن تيمور قاضيا في المحكمة الشرعية بمسقط. وفي سبعينات القرن العشرين انتقل سالم السيابي من القضاء إلى وزارة التراث القومي والثقافة، مؤلفا ومحققا وباحثا.
توفي سالم بمدينة مسقط، بعد عمر طويل في العلم والبحث والإصلاح سنة 1412هـ/1991م. وخلفه ذرية يتولون مناصب علمية وحكومية معتبرة من أبرزهم الشاعر السفير هلال بن سالم بن حمود السيابي.